# Großalbanien

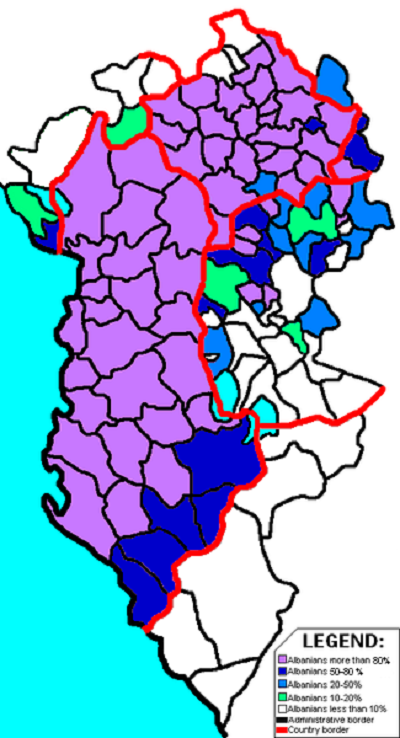
Von Albanern bewohnte Gebiete mit Angabe des Anteils an der Gesamtbevölkerung

Mit dem Begriff Großalbanien (albanisch Shqipëria e Madhe) oder Vereinigtes Albanien, auch Ethnisches Albanien (Shqipëria Etnike) und Natürliches Albanien (Shqipëria Natyrale), werden meist drei verschiedene Dinge beschrieben:
- Großalbanien bezeichnet den während des Zweiten Weltkriegs von den Besatzungsmächten Italien und Deutschland gegründeten Satellitenstaat, dessen Gebiet den heutigen Staat Albanien sowie jugoslawische Gebiete, die von Albanern bewohnt wurden, umfasste.
- Die von einigen albanischen Nationalisten angestrebte Vereinigung aller mehrheitlich von ethnischen Albanern bewohnten Gebiete in einem Staat.
- Die von einzelnen albanischen Nationalisten angestrebte bzw. geforderte Vereinigung der vier historischen osmanischen Vilâyets Shkodra, Üsküp, Manastir und Janina. Dieser geographische Raum wird heute jedoch nicht (mehr) oder nur teilweise mehrheitlich von Albanern bewohnt und umfasst neben dieser Ethnie noch andere Nationalitäten.

## Geschichte

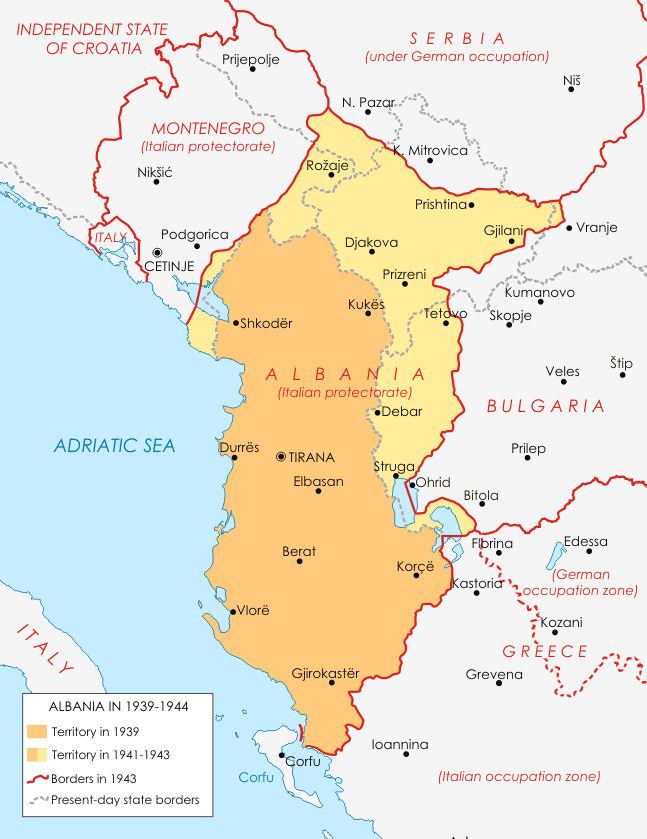
Albanien im Zweiten Weltkrieg, einschließlich angegliederter Gebiete

Diese Forderungen gingen auf die 1878 gegründete Liga von Prizren zurück. Die Liga setzte sich für ein unabhängiges Albanien und gegen die Zersplitterung der Albaner und deren Gebiete ein. Auch die Forderung nach einem „Albanischen Vilâyet“ tauchte auf.
Zu Beginn des 20. Jahrhunderts bekamen großalbanische Hoffnungen Auftrieb: Albanien rief die Unabhängigkeit 1912 mit der Unterstützung von Österreich-Ungarn aus, das einen Zugang Serbiens zur Adria verhindern wollte. Die Unabhängigkeit wurde in der Londoner Botschafterkonferenz (1912–1913) akzeptiert, doch unter den damals festgelegten Grenzen, wie sie auch heute bekannt sind.
In den Balkankriegen 1912/13 konnten sich die bereits bestehenden Balkanländer weitgehend durchsetzen und es blieb nur Platz für Albanien in den heutigen Grenzen. Damit lebte etwa die Hälfte der Albaner außerhalb des neuen Nationalstaats. Daher war unter albanischen Nationalisten die Forderung nach Grenzrevision lange Zeit sehr populär.
Während des Zweiten Weltkrieges wurde ein Königreich Großalbanien für kurze Zeit und unter italienischer Vorherrschaft Realität. Nach dem Balkanfeldzug gliederte Mussolini am 12. August 1941 dem seit April 1939 annektierten Albanien das Kosovo sowie einige mazedonische Gebiete an. Diese Neuordnung der Grenzen wurde aber nur von den Achsenmächten anerkannt. Die Kommunistische Partei Albaniens unter Enver Hoxha beschränkte sich in ihrem Programm ausdrücklich auf das Staatsgebiet Albaniens in den Grenzen von 1913 und nicht auf das von Großalbanien. Auch für Tito war der territoriale Status der Vorkriegszeit entscheidend.
Nach der Befreiung Tiranas im November 1944 war Großalbanien Vergangenheit. Albanien wurde aufgrund von Vereinbarungen zwischen den Kommunisten Albaniens und Jugoslawiens in seinen Vorkriegsgrenzen wiederbegründet. Griechische Nationalisten vertrieben nach dem Zweiten Weltkrieg fast die gesamte albanische Bevölkerung aus Nordgriechenland. Als vermeintliche Begründung nannten sie die Kollaboration mit den Besatzungsmächten.
Seit der Unabhängigkeit des Kosovo im Februar 2008 hegen Teile der albanischen und kosovarischen Elite Bestrebungen zur Vereinigung beider Staaten. Eine Vereinigung des Kosovo mit Albanien widerspricht jedoch dem vom Westen und der kosovarischen Führung akzeptierten Ahtisaari-Plan zur Unabhängigkeit des Kosovo. Vor der Parlamentswahl im Kosovo 2010/2011 wurden diese Bestrebungen jedoch offen von der jungen politischen Protestpartei Vetëvendosje! in den Wahlkampf eingebracht, die zumindest die Möglichkeit einer Vereinigung nicht ausschließen will.
Im Albanischen Aufstand 2001 griff die UÇK Mazedoniens im Nordwesten Nordmazedoniens abgelegene Grenz- und Polizeiposten mit dem Ziel an, ein Dorf nach dem anderen zu erobern. Das Rahmenabkommen von Ohrid beendete den Aufstand und sprach Gebieten mit hohem Albaneranteil mehr Autonomie zu.
2012 erklärte der albanische Ministerpräsident Sali Berisha, die Gründerväter Albaniens hätten einen Staat „von Preveza bis Preševo, von Skopje bis Podgorica“ schaffen wollen. Der griechische Außenminister Dimitris Avramopoulos sagte daraufhin seine Teilnahme an der Hundertjahrfeier Albaniens kurzfristig ab.
2014 wurde das Fußballländerspiel zwischen Serbien und Albanien abgebrochen, nachdem eine Drohne mit einer großalbanischen Fahne über dem Spielfeld geschwebt hatte. Die dadurch ausgelösten Krawalle machten eine Fortführung des Spiels unmöglich.

## Territoriale Vorstellungen
Heutige gemäßigte Nationalisten beanspruchen für den von ihnen angestrebten Staat neben dem heutigen Albanien auch das gesamte albanischsprachige Gebiet des Kosovo, das Preševo-Tal, die mehrheitlich von Albanern bewohnten Gebiete Nordmazedoniens wie zum Beispiel Tetovo, Gostivar, Debar, Struga etc. und ebenfalls die mehrheitlich von Albanern bewohnten Gebiete Montenegros rund um Ulcinj.
Neben dieser „gemäßigten“ existiert eine „extremere Strömung“, die neben den oben erwähnten Gebieten auch das gesamte Kosovo, andere Teile Serbiens wie die Toplica, den Sandschak und die Region von Niš, andere Teile Nordmazedoniens wie Kumanovo, Skopje, Kičevo, Ohrid und Bitola, andere Teile Montenegros wie Plav, Rožaje und Podgorica sowie Teile Griechenlands (Epirus) beansprucht. Diese neu genannten Regionen werden nicht oder nicht mehr von einer albanischen Mehrheit bewohnt. Neben Albanern leben dort auch Bosniaken, Serben, Mazedonier, Montenegriner, Griechen, Roma, Aromunen und Türken.